# Tripoli (gmina)
Tripoli (gr. Δήμος Τρίπολης, Dimos Tripolis) – gmina w Grecji, w administracji zdecentralizowanej Peloponez, Grecja Zachodnia i Wyspy Jońskie, w regionie Peloponez, w jednostce regionalnej Arkadia. Siedzibą gminy jest Tripoli. W 2011 roku liczyła 47 254 mieszkańców. Powstała 1 stycznia 2011 roku w wyniku połączenia dotychczasowych gmin: Tripoli, Tejea, Skiritida, Mandinia, Koritio, Falantos, Lewidi i Waltetsi.